# Medal of Honor: Allied Assault
Medal of Honor: Allied Assault (wymowa /ˈmedᵊl əv ˈɒnəʳ ˈælaɪd əˈsɔːlt/, w skrócie MoH:AA) – gra komputerowa z gatunku strzelanek pierwszoosobowych osadzona w realiach II wojny światowej, wyprodukowana przez amerykańskie studio 2015 i wydana przez Electronic Arts na komputerach osobistych. Jej światowa premiera odbyła się w Stanach Zjednoczonych 22 stycznia 2002 roku, natomiast w Polsce – 15 lutego 2002 roku. Jest to pierwsza część serii gier komputerowych Medal of Honor wydana na komputery osobiste.
W Medal of Honor: Allied Assault gracz przejmuje kontrolę nad żołnierzem amerykańskich sił specjalnych Rangers Mikiem Powellem, który w służbie Office of Strategic Services wykonuje działania wywiadowcze i sabotażowe na terenach okupowanych przez III Rzeszę, a także bierze udział w działaniach na linii frontu. Cele poszczególnych misji gracz wykonuje poprzez eliminację komputerowych żołnierzy przy użyciu różnorodnych rodzajów broni, za szczególne osiągnięcia podczas zaliczania etapów otrzymując medale. Oprócz kampanii jednoosobowej dostępny jest tryb gry wieloosobowej obsługujący do 64 graczy. Grę cechuje dbałość o realia historyczne, jakkolwiek rozgrywka nastawiona jest na upraszczające walkę elementy zręcznościowe.
Gra przyczyniła się do rozwoju gatunku ze względu na inspirowany filmem Szeregowiec Ryan etap lądowania na plaży „Omaha”, w którym następuje rzeź szturmujących umocnienia żołnierzy amerykańskich. Medal of Honor: Allied Assault była pod tym względem pierwszą produkcją z gatunku symulującą prawdziwe działania na linii frontu, a sam etap szturmu doczekał się licznych naśladownictw w ramach elektronicznej rozrywki. Sama gra zebrała przychylne oceny recenzentów, którzy chwalili generowany przez nią klimat oraz oprawę audiowizualną; kontrowersje jednakże wzbudził wśród krytyków nierówny poziom realizmu gry, jak również przesadne oparcie wydarzeń w kampanii na języku skryptowym. Sukces komercyjny Allied Assault spowodował wydanie dwóch dodatków do niej – Spearhead i Breakthrough.

## Fabuła
Akcja gry rozpoczyna się 4 listopada 1942 roku tuż przed operacją „Torch”, kiedy pododdział amerykańskich żołnierzy pod wodzą kapitana Richardsa atakuje miasto Arziw w północnej Algierii. Celem jest odnalezienie oficera Special Air Service, majora Grillo, oraz zniszczenie baterii artylerii nadbrzeżnej. Amerykanie atakują miasto, ale na dziedzińcu w środku miasta wpadają w zasadzkę Niemców. Mike Powell, kierowany przez gracza żołnierz w służbie Office of Strategic Services, likwiduje zagrożenie, ale pluton Richardsa przedtem zostaje wyeliminowany. Powell samotnie wkracza do więzienia, w którym znajduje się major Grillo, i uwalnia oficera. Obaj przedostają się do silnie strzeżonej fortecy i wykradają ładunki wybuchowe. Za ich pomocą detonują działa 88 mm. Następnie wysadzają w powietrze niemiecki park maszynowy, po czym dokonują rajdu na lotnisko, niszcząc znajdujące się tam samoloty (patrz: rajd na lotnisko Sidi Haneish). Powell i Grillo docierają do latarni morskiej, skąd wysyłają sygnał do floty amerykańskiej, po czym kradną ciężarówkę i odjeżdżają z Arziw.
Kolejną misję Powell rozpoczyna 12 lutego 1943 roku w norweskim Trondheim. Wkracza do nadmorskiej bazy wojskowej Kriegsmarine dzięki pomocy majora Grillo, który zostaje jednak zabity podczas otwierania bramy. Powell, eliminując w budynku przy bramie garnizon niemiecki, zdobywa dokumenty z danymi naukowymi. W przebraniu niemieckiego oficera infiltruje dok, w którym znajduje się U-Boot U-529. Nierozpoznany przez niemieckich wartowników Powell wchodzi do okrętu podwodnego, eliminuje jego załogę i podkłada ładunki wybuchowe w łodzi. Ucieka z Trondheim, wsiadając do przechwyconego przez aliantów pociągu.
Powell bierze następnie udział w lądowaniu na plaży „Omaha” w Normandii 6 czerwca 1944 roku. Po wyjściu z barki desantowej staje się świadkiem masakry szturmujących plażę żołnierzy amerykańskich, których atak załamuje się w wyniku wrogiego ostrzału z karabinów maszynowych MG42. Powell, kryjąc się za zaporami przeciwczołgowymi, dociera do wału po drugiej stronie plaży. Na rozkaz swojego dowódcy przynosi leżącą na plaży rurę Bangalore. Zdetonowana przez sapera rura pozostawia wyrwę w zasiekach, przez którą pozostali przy życiu rangerzy docierają do bunkra. Powell likwiduje obsługi MG42. Następnego dnia oddział Powella zdobywa dom we francuskim bocage i powstrzymuje kontratak Niemców. Przy pomocy amerykańskich sił powietrznych Powell niszczy działa 88 mm. Potem, przemierzając miasto opanowane przez strzelców wyborowych, wysadza wyrzutnie rakiet Nebelwerfer.
22 czerwca 1944 roku Powell zostaje przerzucony za linie wroga w Normandii na silnie strzeżony teren. Ratuje zestrzelonego alianckiego lotnika przewożącego tajne informacje, a w opuszczonym domu odnajduje agentkę francuskiego ruchu oporu o imieniu Manon. Tej samej nocy sabotuje park czołgowy i stację kolejową. Następnie atakuje silnie strzeżone niemieckie stanowisko dowodzenia, wywołując dezorganizację w okolicznym garnizonie, po czym opuszcza wrogi teren w ciężarówce.
20 sierpnia 1944 roku Powell przedostaje się do miasteczka w Bretanii, wkraczając do obsadzonej przez strzelców wyborowych alei. Po uporaniu się z nimi, Powell wraz z odnalezionymi w ruinach miasta amerykańskimi żołnierzami przejmuje opuszczony czołg Tygrys Królewski. Jako dowódca pojazdu powstrzymuje kontratak sił niemieckich i przedziera się do miasta Brest. Następnie eliminuje żołnierzy niemieckich mających za zadanie wysadzić tamtejszy most i przywołuje wsparcie powietrzne, które niszczy kontratakujące nieprzyjacielskie czołgi, w tym drugiego Tygrysa Królewskiego, ułatwiając aliantom zdobycie miasta.
Ostatnią misję Powell zaczyna 18 stycznia 1945 roku niedaleko Fortu Schmerzen na linii Zygfryda. Po eliminacji działek przeciwlotniczych ukrytych w lesie, w przebraniu niemieckiego oficera infiltruje twierdzę, wysadzając skład amunicji. Następnie niszczy stanowisko dowodzenia w niewielkim miasteczku, po czym przedostaje się do stacji kolejowej. Ostatecznie wraz z innymi rangerami Powell atakuje Fort Schmerzen, uwalniając przetrzymywanych tam alianckich jeńców i wysadzając twierdzę poprzez podpalenie składowanego w podziemiach gazu musztardowego.

## Rozgrywka
Medal of Honor: Allied Assault należy do gatunku strzelanek pierwszoosobowych. Gracz obserwuje w niej wirtualny świat gry z perspektywy pierwszej osoby, posługując się bronią palną w starciach z komputerowymi przeciwnikami; może też chodzić, kucać, otwierać drzwi i aktywować różne przedmioty. Na ekranie gry wyświetlone są punkty zdrowia i wskaźnik posiadanej broni oraz amunicji. Zdrowie, tracone podczas walki z wrogiem, w umowny sposób gracz regeneruje poprzez zbieranie manierek bądź apteczek. Gracz dokonuje postępu w rozgrywce poprzez docieranie do miejsc wskazywanych przez kompas w lewym górnym rogu ekranu. W trakcie misji gracz niekiedy współpracuje z komputerowymi sojusznikami, ale nie ma możliwości kierowania oddziałem.
Rozgrywka skupia się na walkach amerykańskich rangerów z wojskami Wehrmachtu i Waffen-SS. Kampania jednoosobowa, w której gracz wciela się w żołnierza amerykańskiego Mike’a Powella, obejmuje tereny w Afryce Północnej, Norwegii, Francji i Niemczech. Celem gry na danym etapie jest eliminacja komputerowych przeciwników na danym terenie, zniszczenie tamtejszych punktów oporu lub likwidacja niemieckiej infrastruktury. W niektórych etapach gracz ma za zadanie infiltrować nazistowskie budynki, wykraść wrogie dokumenty i dokonywać akcji sabotażu. Za wykonanie każdej z sześciu misji (podzielonych na około trzydzieści poziomów) gracz otrzymuje odznaczenia takie jak Purpurowe Serce, Legia Zasługi i Medal Sił Lądowych za Wybitną Służbę. Do dyspozycji obu stron konfliktu oddano 24 rodzaje broni, między innymi karabin M1 Garand, pistolet maszynowy Thompson, karabin Kar98k i granatnik Panzerschreck.
W Medal of Honor: Allied Assault oprócz kampanii jednoosobowej dostępny jest także tryb gry wieloosobowej. Zawierają się w nim cztery tryby gry: Free for All, w którym wszyscy gracze walczą przeciwko sobie; Team Game, w którym gracze są podzieleni na dwie zwalczające się nawzajem drużyny; Round-Based Game, w którym rozgrywka drużynowa jest podzielona na tury; oraz Objective-Based Game, w którym drużyny mają za zadanie zniszczyć wybrane obiekty na mapie. Dla ostatniego z wymienionych trybów dostępnych jest siedem map umiejscowionych w różnych sceneriach wojennych. W rozgrywce wieloosobowej może wziąć udział do 64 graczy.

## Produkcja
Medal of Honor: Allied Assault początkowo miała być prostym portem konsolowej gry Medal of Honor z 1999 roku, która została wyprodukowana przez DreamWorks Interactive. Jednak w marcu 2001 roku portale GameSpot i IGN doniosły, że nowa gra z serii ma być niepowiązana z pierwowzorem i zyskała podtytuł Allied Assault; poinformowano też, że zostanie stworzona na podstawie silnika Quake III engine. Tworzeniem gry zajęło się studio 2015, Inc. Głównymi twórcami projektu byli czołowi pracownicy studia Vince Zampella i Jason West. Zampella twierdził, że był stanowczo przeciw tworzeniu prostego portu, chcąc dostosować grę do wymagań ze strony branży komputerów osobistych. Twórcy przy projektowaniu gry zasięgnęli konsultacji u weterana wojennego, kapitana Dale'a Dye'a. Kierownik produkcji Rick Giolito z Electronic Arts wspominał, że twórcy zdecydowali się na przesunięcie akcentów w stosunku do poprzednich części serii, w ramach których gracz działał samotnie i w różnych sceneriach; stąd spory fragment gry stanowi odwzorowanie lądowania w Normandii, a graczowi po raz pierwszy towarzyszyli komputerowi sojusznicy. Electronic Arts jeszcze na etapie produkcji pokazało etap na plaży „Omaha” wspierającym projekt Stevenowi Spielbergowi oraz George’owi Lucasowi, którzy przyjęli ów fragment gry z aprobatą.
Gra korzysta ze zmodyfikowanego silnika Quake III engine. Umożliwia on wyświetlanie szczegółowo odwzorowanych obiektów, płynne animacje, grę światłocieni i technologię ragdoll. W grze komputerowi przeciwnicy działają z wykorzystaniem sztucznej inteligencji – potrafią ostrzeliwać się zza osłon, uciekać przed rzuconymi granatami, obsługiwać broń stacjonarną lub z bliska zaatakować kierowanego przez gracza bohatera kolbą broni.
W maju 2001 roku Medal of Honor: Allied Assault pojawiła się na targach Electronic Entertainment Expo; pokazano dwa etapy z gry – plażę „Omaha” i „aleję snajperów”. 5 czerwca opublikowana została promocyjna strona internetowa gry. Wersja demonstracyjna gry ukazała się w grudniu tego samego roku i zawierała tryb gry wieloosobowej z jedną mapą. Prace nad grą oficjalnie zakończono 19 grudnia 2001 roku, natomiast 22 stycznia 2002 roku wydano jej pierwsze egzemplarze w Stanach Zjednoczonych. W Europie gra ukazała się 15 lutego; jej dystrybutorem w Polsce był polski oddział Electronic Arts. 6 czerwca 2002 roku miała miejsce premiera gry na platformę Macintosh; portu dokonała spółka Aspyr Media.

### Ścieżka dźwiękowa
Ścieżkę dźwiękową do Medal of Honor: Allied Assault skomponował Michael Giacchino, autor muzyki do gry Medal of Honor z 1999 roku. Giacchino był miłośnikiem historii, szczególnie II wojny światowej. W swoich symfonicznych kompozycjach inspirował się szczególnie twórczością kompozytora Johna Williamsa. Giacchino napisał muzykę także do kilku innych gier z serii Medal of Honor; w swoich kompozycjach naśladował brzmienia rodem z muzyki filmowej.
Ścieżka dźwiękowa z Medal of Honor: Allied Assault nie została wydana w postaci albumu studyjnego. Jednakże Electronic Arts 30 sierpnia 2005 roku wydało minialbum, w którym znalazło się pięć utworów z gry. Ścieżkę dźwiękową z Allied Assault ponownie opublikowano w ramach składanki pod tytułem Medal of Honor z 2011 roku, w której znalazły się wszystkie utwory z całej serii gier skomponowane przez Giacchino, Christophera Lennertza i Ramina Djawadiego. Wydawcą płyty była spółka La-La Land Records, a wydano łącznie 2000 egzemplarzy zbiorczego albumu.
Lista utworów
| Nr | Tytuł utworu   | Długość |
| -- | -------------- | ------- |
| 1. | „Main Theme”   | 4:04    |
| 2. | „North Africa” | 3:19    |
| 3. | „Schmerzen”    | 3:37    |
| 4. | „Sniper Town”  | 3:21    |
| 5. | „Tiger Tank”   | 3:25    |
|    |                | 17:46   |

## Odbiór gry
Medal of Honor: Allied Assault została pozytywnie przyjęta przez krytyków, uzyskując według agregatora GameRankings średnią ocen 91%. Dziennikarze brytyjskiego „The Guardian” uznali grę za trzymającą w napięciu, a według Erika Wolpawa z portalu GameSpot zawiera ona w sobie najlepsze elementy gatunku. Redaktor IGN Dan Adams wyraził opinię, że Allied Assault jest jak „naprawdę fantastyczny film”.
Szeroko komentowany w mediach był etap lądowania na plaży „Omaha”, wzorowany na sekwencji z filmu Szeregowiec Ryan Stevena Spielberga. Wolpaw stwierdził, że ten etap jest najbardziej intensywnym i najlepiej wykonanym poziomem w historii first-person shooterów. Podobnie etap ocenili zarówno Adams, jak i Jim Preston z amerykańskiego „PC Gamera” twierdząc, że to najlepsza sekwencja, w jaką grali w życiu. Kristian Brogger z pisma „Game Informer” stwierdził, że jego ocena etapu przekracza maksymalną. Dokładną relację ze szturmu zakończonego pogromem komputerowych Amerykanów zdał Jerzy Poprawa z pisma „CD-Action” sugerując, iż etap może wywołać skrajne emocje u wrażliwych graczy. Stwierdził ponadto, że scena szturmu, w której bohater kierowany przez gracza jest ostrzeliwany przez wrogie karabiny maszynowe MG42, sugestywnie ukazuje bezsilność jednostki podczas bitwy. Zdaniem dziennikarzy „The Guardian” gra stanowi komputerowy odpowiednik Szeregowca Ryana i wyznaczyła nowe standardy dla gatunku.
Kontrowersyjną kwestią okazał się natomiast poziom realizmu gry. Recenzent z portalu Eurogamer jako dowód, iż gra nie jest realistyczna, wskazał fakt, iż postać kierowana przez gracza może nosić nawet sześć rodzajów broni różnego kalibru. Poprawa zaznaczył ponadto, że choć przykładowo gracz rozpoczyna każdą misję z bronią o innym numerze fabrycznym, to na mapie w menu głównym gry widnieje Polska w granicach powojennych, a czołg Tygrys Królewski ma taką samą lufę co zwykły czołg Tygrys, co jest niezgodne z realiami historycznymi; był jednak zaskoczony tym, że gra właściwie zręcznościowa zawiera takie elementy jak zróżnicowane mundury Niemców oraz starannie zrekonstruowane rodzaje broni. Krytycy z portali GameSpot i IGN przyznali, że gra nie może być porównywana z tak realistycznymi shooterami, jak Tom Clancy’s Ghost Recon i Operation Flashpoint: Cold War Crisis, ale ich zdaniem wynagradzała to wysoka intensywność akcji. Preston za wadę przyjął natomiast fakt, iż bohater kierowany przez gracza może przeżyć nawet po kilku trafieniach, nie męczy się podczas ciągłego biegu i szybko się leczy za pomocą apteczek. Zarazem przyznał jednak, że Medal of Honor: Allied Assault dużo wierniej odwzorowuje realia wojenne niż gra Return to Castle Wolfenstein. Redaktor pisma „Intelligent Agent” Andrew Kurtz z kolei zaznaczył, że choć gra stara się dążyć do prawdy historycznej, to nie symuluje rzeczywistości w formie przypominającej film dokumentalny, ale sugerującej raczej film hollywoodzki. Kontrowersje wzbudził również stopień przemocy w Allied Assault. Poprawa skrytykował nierówność w podejściu twórców do brutalności, porównując brak krwi i rozrywanych członków z naturalistycznymi scenami śmierci żołnierzy; umierają oni bowiem w konwulsjach, wyrażając cierpienie. Z kolei Adams usprawiedliwiał tę sprzeczność przekonaniem, że nie trzeba przelewu krwi, by sugestywnie oddać okrucieństwo wojny.
Krytyce poddawano nadmierne oparcie na skryptach trybu gry jednoosobowej, które powodowało, że gracz był pozbawiony wpływu na śmierć sojuszników, a wydarzenia podczas etapów miały miejsce w tym samym momencie. Wolpaw stwierdził jednak, że liczne skrypty spowodowały zwiększenie atrakcyjności gry i przyczyniły się do wzrostu jej tempa. Chwalono na ogół sztuczną inteligencję wrogich żołnierzy, choć Preston krytykował to, że strzelają z małokalibrowej broni do czołgów. Krytyce poddawano zachowanie komputerowych sojuszników, którzy niekiedy wbiegają na linię ostrzału gracza oraz nie potrafią korzystać z apteczek. Krytykowano też odradzenie się komputerowych przeciwników za plecami gracza oraz to, że bohater kierowany przez gracza nie może na przykład strzelać zza osłon, co potrafią komputerowi wrogowie. Negatywnie oceniono również zbyt wysoką celność komputerowych strzelców wyborowych.
Z pochwałami spotkała się natomiast oprawa audiowizualna gry. Recenzenci chwalili udźwiękowienie, szczególnie dubbing aktorski i bogatą gamę odgłosów, takich jak rykoszety pocisków wobec różnych obiektów czy realistycznie brzmiące strzały z broni. Recenzenci portali GameSpy i IGN za zaletę uznali fakt, że Niemcy w grze mówią w swoim ojczystym języku. Poprawa pochwalił też muzykę autorstwa Michaela Giacchino ze względu na budowanie klimatu gry. Z pochwałami spotkała się również oprawa graficzna ze względu na jej szczegółowość, animacje obiektów i optymalizację silnika gry. Krytykowano jednakże niezniszczalność obiektów takich jak budynki, drzewa czy namioty.

### Nagrody i sprzedaż
Medal of Honor: Allied Assault zdobyła rekomendacje portali GameSpot, GameSpy i IGN oraz pism „CD-Action” i „PC Gamer US”. Amerykańska Akademia Sztuk i Nauk Interaktywnych przyznała grze nagrodę dla najlepszego first-person shootera na komputery osobiste. Na targach European Computer Trade Show w 2002 roku gra otrzymała nagrodę dla najlepszej gry roku na komputery osobiste. Na festiwalach Game Developer Choice oraz Game Critics Awards nagradzano ją również za udźwiękowienie. W okresie styczeń–październik 2002 roku Medal of Honor: Allied Assault znajdowała się na 4. miejscu na liście najczęściej kupowanych gier na komputery osobiste w Stanach Zjednoczonych, a grudniu tego samego roku stanowiła najczęściej sprzedającą się grę na tę platformę w Wielkiej Brytanii.

### Znaczenie
Medal of Honor: Allied Assault była pierwszą grą komputerową z gatunku first-person shooter, która symulowała działania wojenne na linii frontu i w której gracz współpracował z innymi komputerowymi żołnierzami; Allied Assault także jako pierwszy shooter osadzony w realiach II wojny światowej zastosowała na szeroką skalę skrypty służące dramatyzacji akcji, w czym wyraźnie była wzorowana na grze Half-Life. Jej główni twórcy, Vince Zampella i Jason West, stali się później współzałożycielami studia Infinity Ward, które wyprodukowało grę Call of Duty. Jerzy Poprawa wspominał przy okazji recenzji innej części serii, Medal of Honor: Airborne, że Allied Assault była pierwszą grą w historii gatunku, w której gracz kierował nie superbohaterem, lecz zwykłym żołnierzem, czym zmieniła oblicze first-person shooterów. Ze względu na etap lądowania na plaży „Omaha” redaktor portalu GamesRadar, Ryan Hodge, nazwał Allied Assault najważniejszą grą o II wojnie światowej w historii. Sam szturm doczekał się wielu naśladownictw; skopiowany etap pojawił się w grze na konsole Medal of Honor: Frontline, podobne sekwencje szturmów znalazły się też w Call of Duty 2 i Killzone 2.
W portalu IGN Medal of Honor: Allied Assault została uhonorowana jako najlepsza gra o tematyce lądowania w Normandii, a sekwencja szturmu na niemieckie umocnienia znalazła się na 26. miejscu na liście najlepszych 100 chwil w historii gier komputerowych. W „CD-Action” etap lądowania na plaży „Omaha” umiejscowiony został na liście najbardziej pamiętnych momentów w grach, a sama gra – w zestawieniu 15 najważniejszych gier piętnastolecia (1996-2011). Strona GameSpy również uhonorowała ten etap, uznając go za jeden z najbardziej pamiętnych w historii gier komputerowych.

## Dodatki
Do Medal of Honor: Allied Assault ukazały się dwa dodatki, w których tworzeniu nie brało już udział 2015, Inc. Pierwsze z rozszerzeń pod nazwą Spearhead zostało wyprodukowane przez Electronic Arts Los Angeles i ukazało się 12 listopada 2002 roku. Umożliwiało ono uczestnictwo w operacji „Market Garden”, obronie przeciwko kontrofensywie w Ardenach oraz operacji wywiadowczej na terenie oblężonego Berlina. 22 września 2003 roku premierę miał drugi dodatek zatytułowany Breakthrough autorstwa TKO Software, koncentrujący się na walkach w ramach kampanii śródziemomorskiej.
Medal of Honor: Allied Assault miała dwa wydania zbiorcze. Pierwsze z nich z dopiskiem Deluxe Edition miało premierę w USA 5 czerwca 2003 roku. Oprócz podstawowej gry zawierało dodatek Spearhead. 2 marca 2004 roku ukazał się natomiast pakiet Medal of Honor: Allied Assault War Chest, zawierający oprócz Allied Assault także dodatki Spearhead i Breakthrough.